# Rådjurets nässtyng
Rådjurets nässtyng (Cephenemyia stimulator) är en insekt tillhörande ordningen tvåvingar, familjen styngflugor och släktet Cephenemyia. Den beskrevs först av Clark 1815 eller Hunter 1916. Inga underarter finns listade.
Arten lever parasitiskt, huvudsakligen på rådjur, och påverkar bland annat djurens beteende och kroppsvikt. Gravida honor av insekten sprutar in vätskedroppar med levande mikroskopiska larver i nosen eller svalget på rådjuret, och larverna utvecklas sedan vidare tills de, ca 2 cm stora, lämnar rådjuret genom att antingen krypa eller hostas ut. Den vuxna insekten har en bred, kompakt kroppsbyggnad med tät behåring.
Nässtynget påträffades för första gången i Sverige i augusti 2012 (Flyinge, Skåne), och har sedan länge funnits i Danmark. I augusti 2015 meddelade Statens Veterinärmedicinska Anstalt att arten nu tycks vara  etablerad i Sverige, efter att myndigheten under sommaren artbestämt insektens larver från två trafikdödade rådjur.